# Buttons (cântec de Sia)
„Buttons” este un cântec al cântăreței australiane Sia. „Buttons” a fost lansat ca un single promoțional în 2007 și ca cel de-al patrulea disc single oficial final de pe albumul ei din 2008, Some People Have Real Problems. Cântecul este o piesă bunus pe ediția australiană și o piesă ascunsă (urmată după „Lullaby”) pe ediția internațională al albumului.
Remix-urile au fost lansate în Statele Unite ale Americii pe data de 25 noiembrie 2008 și disc single digital de o piesă în Noua Zelandă pe data de 9 februarie 2009 prin intermediul casei de discuri Spinnin Records.
Versiunea Vocal Mix de Chris Lake este inclusă pe albumul „Ultra Music Festival 03” Remix-ul CSS este inclus pe albumul „Triple J Hottest 100, Vol. 17” după ce a venit la numărul 50 în sondajul anual.

## Videoclip
Videoclipul a fost regizat de Kris Moyes și lansat în iulie 2007. În acesta, Sia înfruntă în mod repetat capul și fața de viteze care o împinge la un pas de asfixiere și deranjament facial. Videoclipul a fost încărcat de Perez Hilton pe blog-ul său și a fost vizualizat de peste 250.000 de ori în 3 ore. Datorită comentariilor negative despre aspectul ei, Sia a postat pe blog despre dezamăgirea ei citind acest lucru, cu referire în mod special citind despre dinții ei strâmbați (un dinte care este rupt sau nu în aliniere cu ceilalți). În acest blog, a discutat de asemenea modul în care conceptul videoclipului a fost dezvoltat, cum videoclipul a fost „distractiv” „în afară de momentul cu prinsoriile de haine întregi pe fața mea”, dar modul în care videoclipul a făcut-o faimoasă s-a meritat destul de mult. Acest blog de asemenea a încărcat pe site-ul lui Perez Hilton în 31 iulie.
Videoclipul rămâne unul dintre cele mai cunoscute videoclipuri ale ei până în prezent.

## Lista pieselor
- The Remixes (US)[10]

1. „Buttons” (Jimmy Vallance Edit) – 2:58
2. „Buttons” (Jimmy Vallance Remix) – 7:02
3. „Buttons” (Chris Lake Remix) – 6:42
4. „Buttons” (Chris Lake Dub) – 6:40
5. „Buttons” (Markus Schulz Coldharbour Remix) – 6:57
6. „Buttons” (Markus Schulz Coldharbour Dub) – 6:15

- New Zealand Version[11]

1. „Buttons” (Bart Hendrix Deep Dope Remix)  – 6:10

- The Remixes (International)[12]

1. „Buttons”  (Jimmy Vallance Edit) – 2:58
2. „Buttons”  (Original Mix) – 7:02
3. „Buttons” (Chris Lake Vocal Mix)	 – 6:42
4. „Buttons” (Markus Schulz Vocal Mix) – 6:57
5. „Buttons” (CSS Remix) – 3:26
6. „Buttons” (Filterheadz Remix) – 7:45
7. „Buttons” (Chris Lake Dub Mix) – 6:40
8. „Buttons” (Markus Schulz Dub Mix)  – 6:15

## Clasamente
| Clasament (2009)                   | Poziție maximă |
| ---------------------------------- | -------------- |
| Australia (ARIA)                   | 61             |
| Australia (ARIA Australian Artist) | 14             |
| Australia (ARIA Hit Seekers)       | 2              |